# Flughafen Athen-Ellinikon

i7
i11
i13

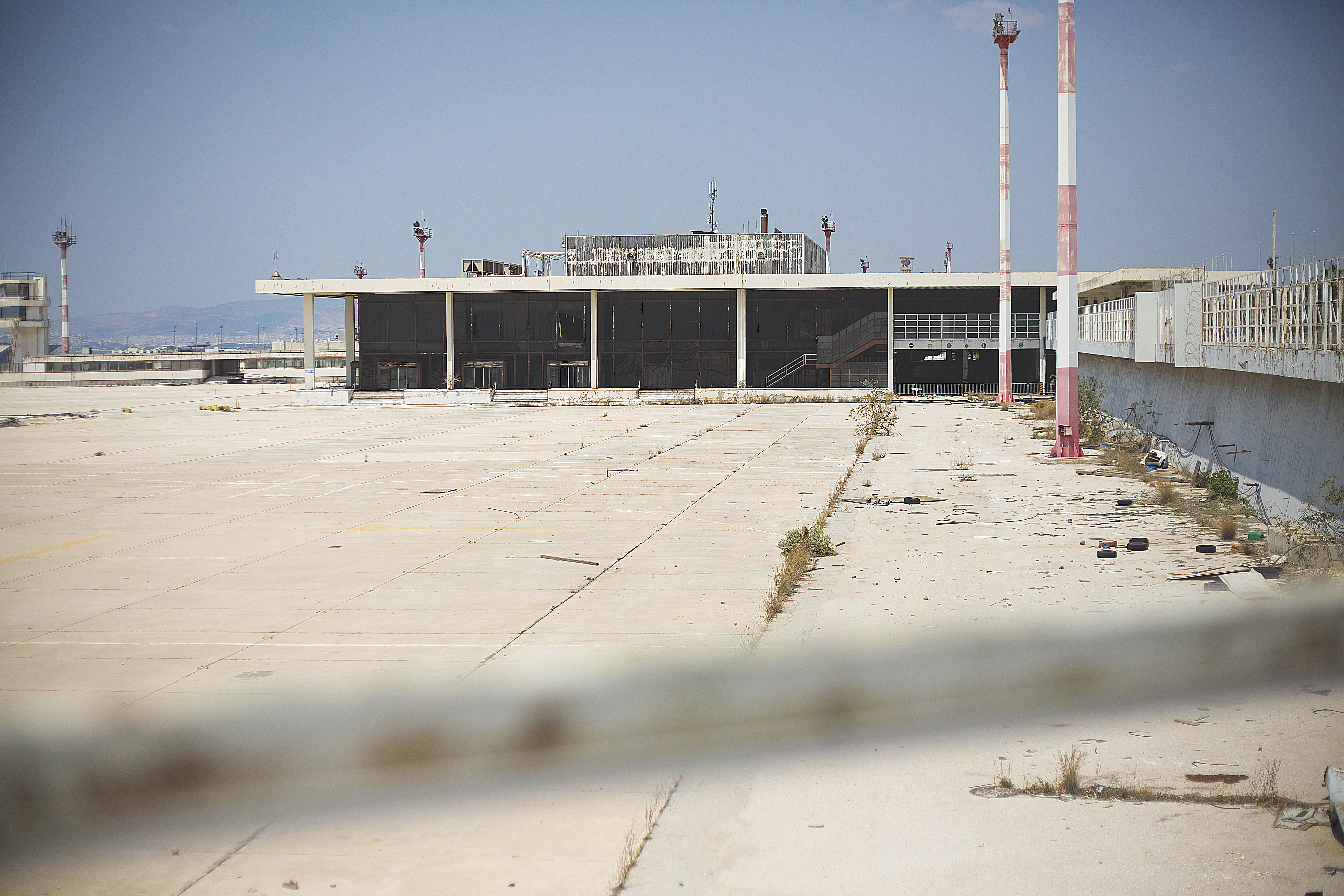
Das Hauptvorfeld des ehemaligen internationalen Flughafens Ellinikon in Athen, August 2014

Der Flughafen Athen-Ellinikon (griechisch Κρατικός Αερολιμένας Αθηνών, (ICAO-Code: LGAT)) war von 1938 bis 2001 der internationale Verkehrsflughafen der griechischen Hauptstadt Athen. Er wurde durch den neuen Flughafen Athen-Eleftherios Venizelos abgelöst und geschlossen.

## Lage und Verkehrsanbindung
Das Flughafengelände liegt in dem Vorort Elliniko an der Küste, in direkter Nachbarschaft zu den beliebten Vororten Glyfada und Voula etwa sieben Kilometer südlich der Athener Innenstadt. Erschlossen ist das Gelände durch die Straßenbahn Athen und eine Schnellstraße.

## Geschichte
Der Flughafen ersetzte ursprünglich den Flugplatz Dekeleia. Alle Flüge wurden zunächst am Westterminal abgewickelt, das später nur noch von Olympic Airlines genutzt wurde. Zwischen 1966 und 1970 wurde das Ostterminal errichtet, an dem alle Flüge internationaler Fluggesellschaften abgewickelt wurden. Das Gebäude ist ein Entwurf des finnischen Star-Architekten Eero Saarinen und steht mittlerweile unter Denkmalschutz. Das Westterminal wurde in den 1970er Jahren erweitert, in den 1990er Jahren wurde der neue Tower errichtet.
Am 5. August 1973 eröffneten die beiden mit Maschinenpistolen und Handgranaten bewaffneten militanten Palästinenser Talaat Hussein Abdallah und Zemed Mohammed Ahmed, die sich als Mitglieder der Terrororganisation Schwarzer September bezeichneten, das Feuer auf eine Passagier-Lounge auf dem Flughafen, wobei drei Menschen getötet und 55 verwundet wurden.
Am 28. April 2001 wurde der Flughafen geschlossen und durch den neuen Flughafen Athen-Eleftherios Venizelos ersetzt. Beide Terminals und deren Parkplätze wurden eingezäunt und waren bis auf einige Veranstaltungen nicht mehr öffentlich zugänglich. Ursprünglich war der Abriss der gesamten Substanz vorgesehen und die Umwandlung in einen Park. Wettbewerbsentwürfe sahen eine teilweise Erhaltung flugtechnischer Infrastruktur vor und Denkmalschützer erreichten den Schutz des Saarinen-Gebäudes.

### Nach der Schließung
Der gemeinnützige Verein Kulturverein der Angestellten von Olympic Airways ΠΟΛ.Κ.Ε.Ο.Α. bemühte sich um die Errichtung eines Museums auf dem Gelände. Diese Initiative wurde jedoch von staatlicher Seite mit Verweis auf eine ähnliche Einrichtung der Luftstreitkräfte auf dem Flugplatz Dekelia abgewiesen.
Der Verein erwarb drei Flugzeuge, welche von der Olympic ausgemustert worden waren. Dabei handelt es sich um eine Boeing 747 (SX-OAB „Olympic Eagle“, Sn: 20825/223), eine Boeing 737 (SX-BCA „Apollo“, Sn 21224/463) und eine Boeing 727 (SX-CBA „Mt. Olympus“, Sn 20003/671). Der Verein betrieb ab 2009 ein kleines Museum an einer Ecke des Westterminals. An dieser Stelle war das Gebäude auch weiterhin für die Öffentlichkeit zugänglich, die Flugzeuge parkten am Ostterminal und waren nur zu Veranstaltungen zugänglich.
Für die Olympischen Sommerspiele 2004 wurde ein Teil des Geländes zum Elliniko Olympic Complex umgestaltet, so wurden etwa zwei Baseballstadien errichtet und viele Hangars zu Sporthallen umgebaut.
Als Zwischennutzung wurden in den Abfertigungshallen auch Fachmessen und Kongresse abgehalten. Ein Hangar wurde zu einem Straßenbahndepot umgebaut. Bis heute haben die Flugsicherung und der nationale Wetterdienst Εθνική Μετεωρολογική Υπηρεσία Ethniki Meteorologiki Iperesia auf dem Gelände ihren Sitz. Eine Machbarkeitsstudie befasste sich mit einer Erweiterung der Linie 2 der Metro Athen bis zum Gelände.
Im Jahr 2016 waren über 3500 Flüchtlinge im Flughafengebäude und um den Flughafen, in den angrenzenden Hockey- und Baseballstadien, teilweise in Zelten untergebracht. Anfang Mai 2016 traten 1000 Flüchtlinge in Hungerstreik wegen unzureichender Betreuung, Mangel an Infrastruktur und sauberem Wasser. Die griechische Regierung hatte daraufhin die Räumung Ellinikos bis 20. Juli angekündigt; der für Migration zuständige Vizebürgermeister von Athen, Lefteris Papagiannakis, sagte im August, die Evakuierung werde wohl noch bis Jahresende dauern. Durch Mängel am Abwassersystem waren Keller mit Abwasser überflutet. Ende August wurde berichtet, dass Experten des Zentrums für Krankheitskontrolle und Vorbeugung (KEELPNO) und die örtliche Ärztekammer vor extremer gesundheitlicher Gefährdung warnten und dass vermehrt Infektionskrankheiten auftraten.

### Künftige Nutzung
Seit ca. 2014 wurde diskutiert, auf dem Gelände des Flughafens ein Tourismusresort aufzubauen.
Im September 2016 wurde nach unterschiedlichen Pressemeldungen der Verkauf an ein Konsortium griechischer, chinesischer und arabischer Investoren beschlossen. Es sollten u. a. ein Kasino und eine luxuriöse Urlaubsanlage entstehen und dafür rund 8 Mrd. Euro investiert werden sowie mehrere tausend neue Arbeitsplätze entstehen. Seit 2022 wird das ehemalige Flughafengelände unter dem Namen „The Ellinikon“ regeneriert. Dieses Stadtentwicklungsprojekt umfasst einen zwei Millionen Quadratmeter großen Küstenpark sowie Wohn-, Einzelhandels- und Gewerbeflächen.
Von den Flugzeugen blieb nur die 747-200 SX-OAB (Olympic Eagle) auf dem Gelände. Diese wurde an das denkmalgeschützte Saarinen-Terminal gestellt und soll künftig als Museum dienen. Die anderen historischen Flugzeuge wurden verkauft.

## Zwischenfälle
- Am 3. September 1947 wurde eine Douglas DC-3/C-47A-65-DL der griechischen Hellenic Airlines (Luftfahrzeugkennzeichen SX-BAB) in sehr niedriger Höhe von einer Windscherung erfasst, als sie im Anflug auf den Flughafen Athen-Ellinikon war. Die Maschine fiel an einem felsigen Uferabschnitt ins Meer, 4 Kilometer vom Flughafen entfernt. Dabei wurde das Cockpit zerstört, wobei 3 der 15 Besatzungsmitglieder des Trainingsfluges ums Leben kamen.[7]

- Am 26. Oktober 1947 flog eine Douglas DC-4 der schwedischen AB Aerotransport (SE-BBG) in die westliche Flanke des Berges Hymettos nahe Athen. Die Maschine befand sich auf einem Flug von Istanbul über Athen, Rom, Genf und Kopenhagen nach Stockholm und war im Anflug auf den damals noch Athen-Hassani genannten Flughafen. Alle 44 Menschen an Bord wurden getötet, 8 Besatzungsmitglieder und 36 Passagiere.[8][9]

- Am 21. Dezember 1948 verloren die aus Rom kommenden Piloten einer Douglas DC-3/C-47A-20-DK der tschechoslowakischen CSA (OK-WDN) vollständig die Orientierung. Sie kreisten über dem südwestlichen Peloponnes und flogen schließlich bei Pylos (Griechenland), volle 210 Kilometer südwestlich des Zielflughafens Athen-Ellinikon, ins Gelände. Bei diesem CFIT (Controlled flight into terrain) wurden alle 24 Insassen getötet, fünf Besatzungsmitglieder und 19 Passagiere.[10]

- Am 23. April 1949 wurde eine Douglas DC-3/C-47A-5-DK der griechischen T.A.E. (SX-BAF) bei einem Landeunfall auf dem Flughafen Athen-Hassani irreparabel beschädigt. Alle Insassen überlebten den Unfall.[11]

- Am 6. Juni 1949 flog eine Douglas DC-3/C-47A-1-DK der griechischen T.A.E. (SX-BAI) im Anflug auf den Flughafen Athen-Hassani in den Kern einer Cumulonimbus-Gewitterwolke ein. Die extremen Beschleunigungskräfte führten zum Abbrechen der rechten Tragfläche. Das Flugzeug stürzte 30 Kilometer nordöstlich von Athen ab. Alle 22 Insassen wurden getötet, vier Besatzungsmitglieder und 18 Passagiere.[12]

- Am 29. Oktober 1959 stürzte eine Douglas DC-3/C-47A-30-DL der griechischen Olympic Airways (SX-BAD) aus einer Höhe von 9000 Fuß (2740 Metern) bei Avlon Attiki (Griechenland) ab, nahe 39 Kilometer nördlich des Startflughafens Athen-Ellinikon. Der Unfall wurde durch den Ausfall des Kolbenbolzenlagers des Kolbens Nr. 6 des linken Motors verursacht, was zu einem abrupten Abbrechen des Motors führte. Der gebrochene, noch rotierende Propeller, verursachte schwere Einschnitte an der linken Tragfläche. Diese löste sich, und es kam zum Kontrollverlust. Alle 19 Insassen, drei Besatzungsmitglieder und 16 Passagiere, kamen ums Leben.[13]

- Am 22. Januar 1965 wurde eine Douglas C-124C Globemaster II der United States Air Force (USAF) (52-1058) während des Sinkflugs auf den Flughafen Athen-Ellinikon gegen den schneebedeckten Berg Aroania, auch Chelmos genannt (Griechenland), geflogen. Durch diesen CFIT (Controlled flight into terrain) wurden alle 10 Besatzungsmitglieder getötet.[14]

- Am 8. Dezember 1969 wurde eine intakte Douglas DC-6B der griechischen Olympic Airlines (SX-DAE) 40 km südöstlich des Flughafens Athen-Ellinikon beim Anflug in einen Berg geflogen. Alle 90 Insassen wurden getötet, fünf Besatzungsmitglieder und 85 Passagiere. Unfallursache war ein gesteuerter Flug ins Gelände (CFIT). Mit 90 Todesopfern war es der schwerste Unfall einer DC-6.[15]

- Am 21. Oktober 1972 wurde eine NAMC YS-11 der Olympic Airways (SX-BBQ) vor der Küste von Voula, Athen, ins Meer geflogen. Von den 53 Insassen starben 36 Passagiere und ein Besatzungsmitglied, 13 Passagiere und drei Besatzungsmitglieder wurden gerettet. Der Unfall war ein Controlled flight into terrain.[16]

- Am 8. September 1974 brachte auf einem Flug einer Boeing 707-331B der Trans World Airlines vom Flughafen Athen-Ellinikon zum Rom-Fiumicino eine Bombenexplosion im hinteren Frachtraum die Maschine zum Absturz. Das Flugzeug stürzte 9 Kilometer westlich von Kefalonia ins Mittelmeer, alle 88 Personen an Bord starben. Zwei Wochen zuvor hatte es bereits einen Anschlagsversuch auf denselben Flug gegeben (siehe auch Trans-World-Airlines-Flug 841 (1974)).[17]

- Am 7. Oktober 1979 setzte um 22:15 Ortszeit eine aus Genf kommende Douglas DC-8-62 der Fluggesellschaft Swissair (SR-Flug 316, Luftfahrzeugkennzeichen HB-IDE) erst 740 Meter hinter der versetzten Schwelle der Landebahn 15L mit überhöhter Geschwindigkeit von rund 149 Knoten auf und kam aufgrund einer ungeeigneten Verwendung der Bremssysteme auf den verbleibenden 2240 Metern nicht mehr zum Stillstand. Die Maschine überrollte das Bahnende mit etwa 40 Knoten, durchbrach eine Flughafenumzäunung und prallte auf eine vier Meter tiefer liegende Straße. Durch das ausbrechende Feuer erlitten 14 Passagiere tödliche  Verbrennungen. Von den 154 Personen an Bord überlebten 140 (einschließlich der zehnköpfigen Besatzung) den Unfall. Während des Unfalls regnete es leicht; auf Anfrage des Swissair-Kapitäns gab der Tower die Bremswirkung mit „medium to poor“ an. Nach dem Aufsetzen war die Bremswirkung zunächst gut, ging dann aber rapide zurück. An Bord befanden sich auch 40 Behälter mit radioaktivem Material für medizinische Anwendungen, die größtenteils durch das Feuer zerstört wurden. Laut Experten des griechischen Atomzentrums entwich dabei jedoch kein radioaktives Material in die Atmosphäre (siehe auch Swissair-Flug 316).[18][19][20]

- Am 2. April 1986 explodierte in einer Boeing 727-231 der Trans World Airlines (TWA) (N54340) während des Fluges von Rom-Fiumicino zum Flughafen Athen-Ellinikon eine von der palästinensischen Terrorgruppe Abu Nidal Organisation platzierte Bombe. Es entstand ein Loch im Flugzeugrumpf, durch das vier Passagiere nach außen gesaugt wurden und ums Leben kamen. Dennoch konnte das Flugzeug sicher in Athen gelandet und später repariert werden (siehe auch Trans-World-Airlines-Flug 840 (1986)).[21]

- Am 24. März 1992 flog eine Boeing 707-321C der sudanesischen Golden Star Air Cargo (ST-SAC), die im Auftrag der Sudan Airways betrieben wurde, im Landeanflug auf den Flughafen Athen-Ellinikon gegen einen Hügel, wobei alle 7 Personen an Bord starben. Der Pilot war von der vorgeschriebenen Flugroute abgekommen; die Besatzung hatte sich zu spät für die Durchführung eines Fehlanflugs entschieden.[22]

## Galerie

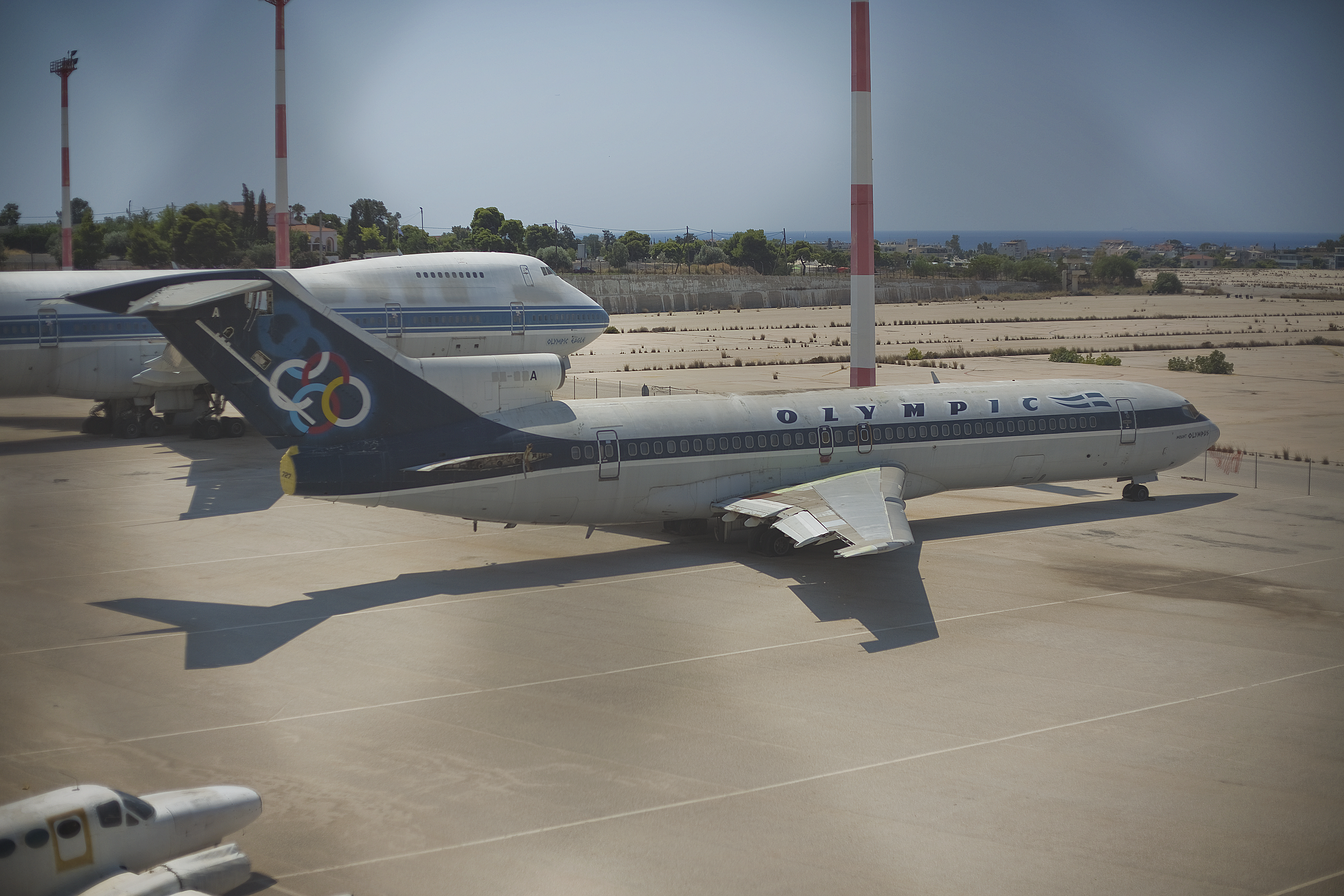
Eine ausgemusterte Boeing 727 „Mt. Olympus“ der ehemaligen Fluggesellschaft Olympic Airlines am Ost-Terminal von Ellinikon.
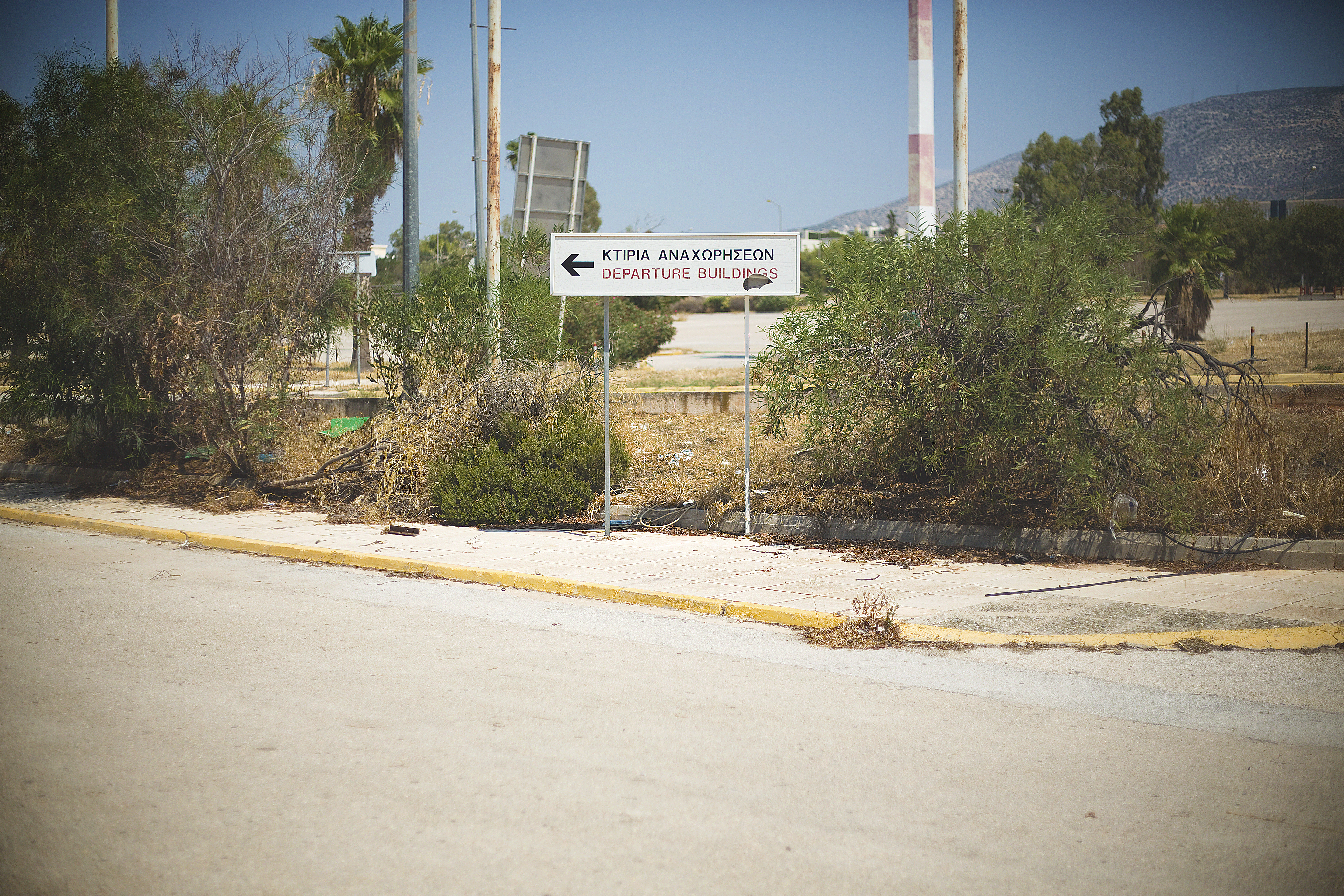
Ein Hinweisschild zum Abfluggebäude
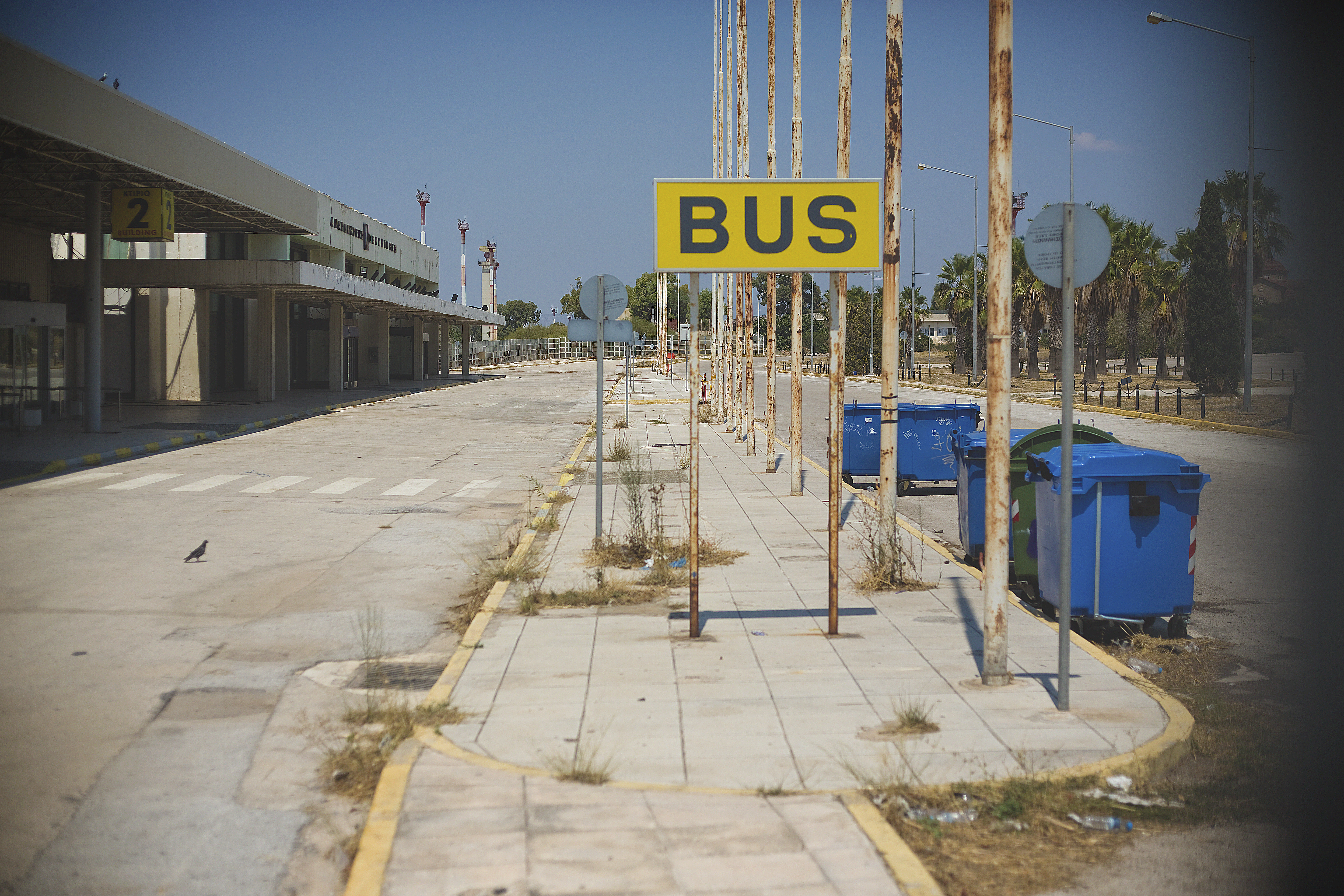
Busterminal mit dem im Hintergrund zu sehenden, unter Denkmalschutz stehenden Empfangsgebäude des ehem. internationalen Flughafens Ellinikon in Athen.
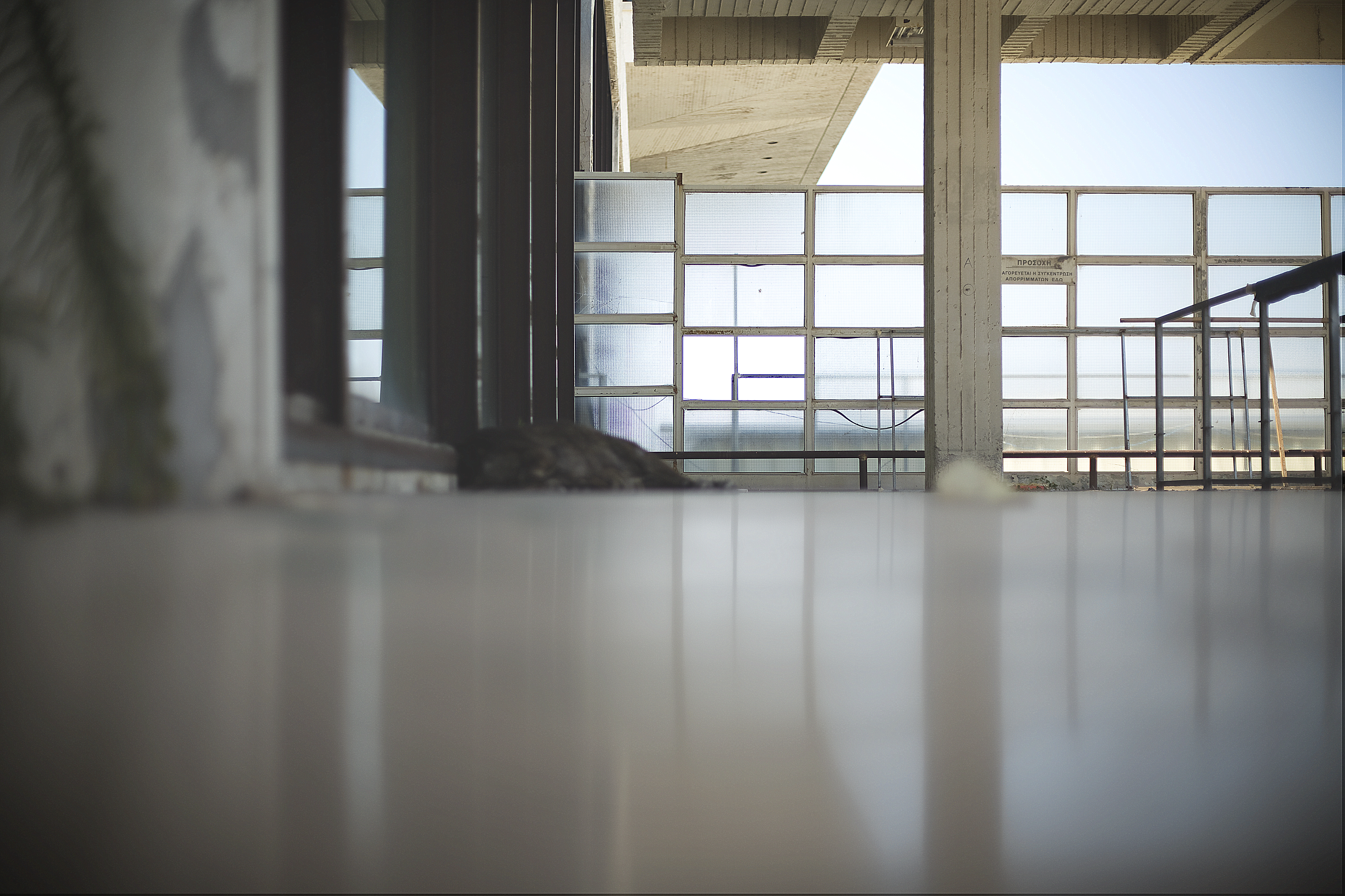
Einer der vielen herumstreunenden Hunde in und um Athen, hier am Empfangsgebäude des ehemaligen internationalen Flughafens Athen-Ellinikon.
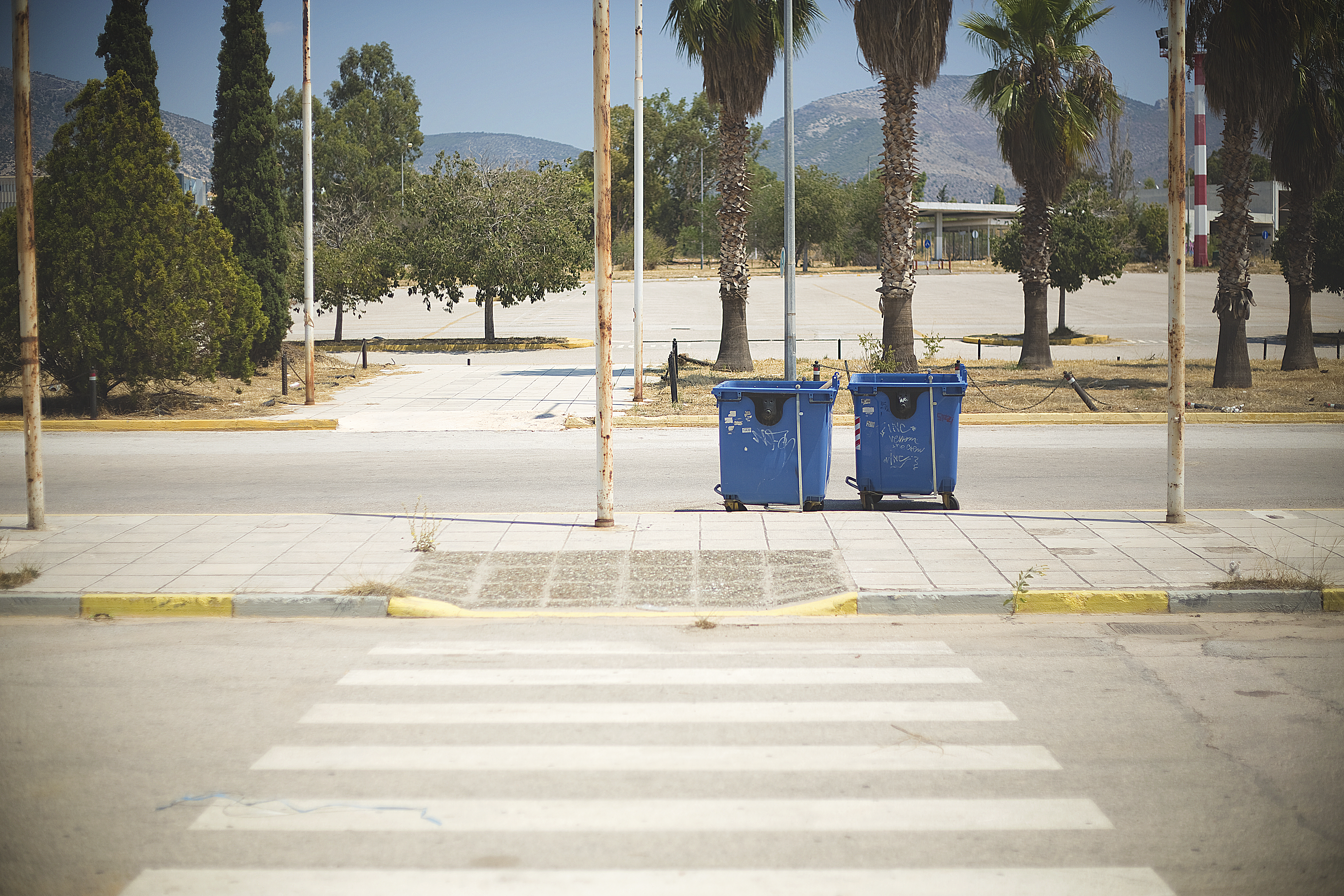
Fußgängerüberweg am Flughafen Athen-Elliniko. Auch heute noch wird hier Müll von der Müllabfuhr regelmäßig abgeholt.